# Trifluoruro di titanio
Il trifluoruro di titanio o fluoruro di titanio(III) è il composto inorganico di formula TiF3, dove il titanio ha stato di ossidazione +3. A temperatura ambiente si presenta in forma di polvere di colore blu, insolubile in acqua.

## Sintesi
TiF3 fu preparato per la prima volta da Paul Ehrlich e Gerhard Pietzka nel 1954. Il composto fu ottenuto passando fluoruro di idrogeno su idruro di titanio a 700 °C. Il composto grezzo venne quindi purificato per sublimazione sotto vuoto a ≈950 °C. In alternativa TiF3 può essere ottenuto anche trattando titanio metallico o TiCl3 con HF.

## Struttura e proprietà
Allo stato solido TiF3 cristallizza nel sistema romboedrico, gruppo spaziale R3c (n. 167), con costanti di reticolo a = 552,3 pm e α = 58,88°, due unità di formula per cella elementare.
TiF3 è stabile in assenza di aria, ma al di sopra di 950°C disproporziona formando TiF4 e titanio metallico.

## Tossicità / Indicazioni di sicurezza
TiF3 è disponibile in commercio. Il composto provoca gravi ustioni cutanee e gravi lesioni oculari. A contatto con acqua, umidità o acidi rilascia acido fluoridrico. Non ci sono dati che indichino proprietà cancerogene.